# Electronic Disturbance Theater

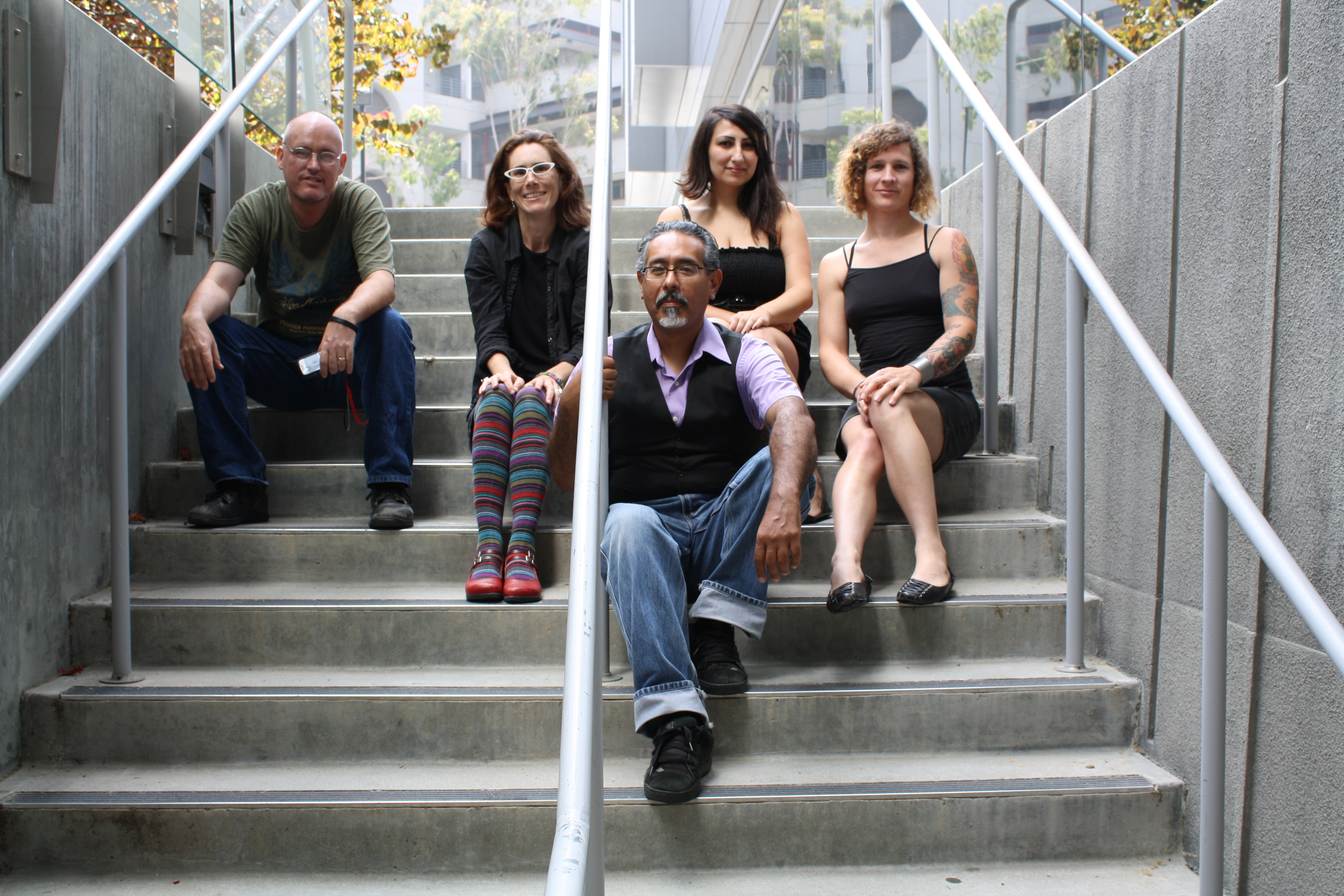
Electronic Disturbance Theatre 2.0, 2010

Electronic Disturbance Theater (EDT) – grupa artystów performance i „haktywistów” założona w 1997 roku m.in. przez Ricardo Domingueza; dokonała ataku DDoS na strony internetowe Pentagonu i rządu Meksyku w 1998 roku, by zwrócić uwagę na sytuację Indian w meksykańskim stanie Chiapas w kontekście walki Zapatystów; zapoczątkowała elektroniczne nieposłuszeństwo obywatelskie, udostępniając narzędzia informatyczne (FloodNet) dla prowadzenia akcji obywatelskiego nieposłuszeństwa.

## Historia
Grupa EDT została założona przez amerykańskiego artystę i wykładowcę akademickiego Ricardo Domingueza i trzech jego współpracowników: Bretta Stalbauma (wówczas studenta na San Jose State University), Carmin Karasic (artystkę) i Stefana Wray's (wówczas studenta New York University). Według członków grupy, EDT czerpało inspirację z twórczości Brechta, Boala i Teatro Campesino. Swoją działalność opisywali jako hybrydę Niewidzialnego Teatru Boala i gestów Sytuacjonistów. Na EDT mieli również wpływ Zapatyści. Teatr EDT tworzą INFOakty – teatralne akcje protestacyjne wyrażane poprzez informacje. 
EDT przeprowadziła jeden z pierwszych ataków „haktywistów” w formie DDoS (ang. Distributed Denial of Service). 10 kwietnia 1998 roku zaatakowano strony internetowe i rządu Meksyku w celu zwrócenia uwagi na prawa Indian w meksykańskim stanie Chiapas w kontekście walki Zapatystów. Decyzja o akcji została podjęta po masakrze 45 Indian, w tym dzieci, przez grupy paramilitarne w grudniu 1997 roku.   
Według Domingueza w akcji wzięło udział 14800 osób. Niektórzy uczestnicy przeszukiwali stronę, wyszukując słowa takie jak „pokój”, „sprawiedliwość” czy „prawa człowieka” a także nazwiska ofiar z Acteal. Rezultatem była informacja „file not found”, przy czym w historii zapisywały się nieskuteczne wyszukiwania jako „prawa człowieka nie znalezione”, „sprawiedliwość nie znaleziona”, „Ana Hernandez nie znaleziona” itd., które ukazywały się nieustannie na stronie przy próbach jej wywołania. Karasic określiła to jako unikatową sztukę konceptualną. 
Swoją akcją EDT zapoczątkowało elektroniczne nieposłuszeństwo obywatelskie (ang. electronic civil disobedience), tworząc na potrzeby ataku narzędzie FloodNet (stworzony przez Stalbauma) do wirtualnych protestów okupacyjnych (ang. Virtual Sit-In), które blokowało zaatakowaną stronę internetową poprzez automatyczne zmuszanie jej do permanentnego ładowania. 
Kilka miesięcy później EDT zaatakowało strony Departamentu Obrony Stanów Zjednoczonych, który odpowiedział atakiem zawieszającym komputery uczestników akcji – była to pierwsza akcja obrony na tego typu atak ne terenie USA. O Dominguezie i jego grupie pisał wówczas na pierwszej stronie The New York Times, zwracając uwagę na niejednoznaczny charakter ataku Domingueza. Rzecznik Pentagonu określił akcję Domingueza jako przynajmniej niemoralną. Sam Dominguez jasno odróżniał akcje elektronicznego nieposłuszeństwa obywatelskiego od ataków hakerskich, crackerskich i innych cyberprzestępstw. Członkom grupy udało się uniknąć odpowiedzialności prawnej z uwagi na podkreślany przez nich samych artystyczny charakter akcji. 
Jednak prawo amerykańskie nie rozróżnia wirtualnych protestów okupacyjnych jako narzędzi elektronicznego nieposłuszeństwa obywatelskiego od DDoSu. Oxblood Ruffin, „minister spraw zagranicznych” grupy hakerskiej The Cult of the Dead Cow, potępił działania EDT. Dominguez bronił działań grupy, argumentując, że ich ataki nie mają na celu zniszczenia stron internetowych czy ich zakłócania a jedynie przeszkadzanie, przy czym cele ataków są ostrzegane. Dla EDT był to rodzaj perfomance'u. 
W 1999 roku EDT udostępniło narzędzie Disturbance Developer Kit do samodzielnego tworzenia oprogramowania typu FloodNet. Wkrótce brytyjska grupa Electrohippies rozpoczęła okupacje stron Światowej Organizacji Handlu (ang. World Trade Organisation, WTO) podczas konferencji WTO w Seattle, wspomagając protesty odbywające się na ulicach miasta. 
Członkami grupy są: Brett Stalbaum, Amy Sara Carroll, Elle Mehrmand, Micha Cárdenas, i Ricardo Dominguez, którzy nazywają się EDT 2.0. EDT 2.0 udostępniło w 2010 roku narzędzie Transborder Immigrant Tool (TIT), które zainstalowane w telefonie komórkowym Motoroli, dawało nieodpłatny dostęp do GPSu i naprowadzało do schowków z wodą w regionie przy granicy US z Meksykiem, do autostrad i do posterunków policji. TIT znalazło się w galeriach sztuki, m.in. w galerii Galería de la Raza w San Francisco i Museum of Contemporary Art w San Diego.